# Первольф Осип Осипович
Осип Осипович (Йосип Йосипович) Первольф (26 лютого 1841, Чімеліце поблизу м. Пісек, Богемія у складі Австрійської імперії (нині Південночеського краю, Чехії) — 21 грудня 1891, Варшава) — учений-славіст, слов'янознавець, філолог, етнограф, педагог. Доктор слов'янської філології (з 1876), професор.

## Біографія
Чех за походженням. Народився в родині управителя маєтком. Після закінчення гімназії в 1858 році вступив на філософський факультет Карлового університету в Празі. Слухав лекції відомих професорів: істориків В. Томека і К. Гефлера, лінгвіста М. Гаттали, філолога В. Ганка.
Тоді ж почав займатися літературною діяльністю. Вже в своїх перших журнальних роботах Первольф виявив увагу до Росії: про походження Русі, про козаків, публікував статті з історії Малоросії.
У 1861 році в журналі «Образи живота» помістив статтю «Про поширення німецької культури серед винищених полабських слов'ян»
У 1863 році закінчив Празький університет і став співробітником бібліотеки Національного чеського музею.
Брав участь у редагуванні «Fontes rerum Bohemicarum» (Джерела з історії Богемії). Служба у Чеському музеї зближувала його з російськими вченими, які відвідували Прагу, і зміцнювала його інтерес до Росії. Познайомився з творами С. М. Соловйова, М. Костомарова, К. Аксакова, Б. Чичеріна та ін.
У статті «Snemy v nekdyzi Rusi» (1867—1868) ознайомив співвітчизників з такими явищами давньоруського суспільного життя як: віче, земський собор і дума, з козацькими колами і радами. У «Vývin idey vzájemnosti u nàrodov slovanských» (1867) зобразив історичні прояви взаємності в політичному і культурному житті слов'янства і рекомендував цю взаємність укріплювати та продовжувати.
Ідея слов'янської взаємності стала панівною ідеєю всієї подальшої наукової діяльності Первольфа. Його «Slované, historický nastin» (1869) — єдина спільна історія слов'янства, перший і незамінний досвід вивчення загальних історичних шляхів розвитку слов'янства (за участю Вопеля і К. Ербена).
У 1871 році за пропозицією ректора Варшавського університету П. О. Лавровського зайняв кафедру слов'янської філології і читав лекції про слов'янські старожитності, характеристику слов'янських говірок, історичну етнографію. У тому ж році став підданим Російської імперії.
В 1874 році за дисертацію «Про слов'янську взаємність» (в «Журналі Міністерства народної освіти») здобув у Санкт-Петербурзькому університеті ступінь магістра, а в 1876 році-ступінь доктора Варшавського університету за книгу «Германізація балтійських слов'ян», в якій висвітлив питання слов'янської колонізації полабсько-балтійських земель, описав залабських і люнебурзьких слов'ян, слов'янські племена брижан, стодорян,
ратарів, укрян, вагрів, полабів, бодричів, лютичів, поморян та інших, провів дослідження слідів слов'янства в нижньонімецькому народонаселенні.
У 1886 році вийшов I-й том його праці «Слов'яни, їх взаємні відносини і зв'язки» (нарис політичної історії слов'ян за родами і побут їх), у 1888 році — II том (слов'янська ідея в літературі слов'ян до XVIII століття), в 1890 році — 1 частина («Західні слов'яни») III тому (слов'янська ідея в політичних і культурних зносинах слов'ян до XVIII ст.; в рукописі, через смерть автора, залишилася глава про польсько-російські відносини). IV том — «Відродження слов'ян» — залишився незакінченим. Вся ця праця дає велику кількість історичних фактів.
Питанням про слов'янські взаємини присвячено багато статей Первольфа, зокрема:
- «Чехи і росіяни» («Бесіда», 1872),
- «Чехи і поляки в XV і XVI ст.» (1873 і 1880),
- «Олександр I і слов'яни» («Давня і нова Росія», 1879),
- «Слов'янський рух у поляків 1800—1830 рр.» (1879),
- «Слов'янська ідея в Росії» (1879),
- «Поляки й русини» (1891).

З робіт Первольфа, присвячених слов'янським старожитностям, основними вважаються:
- «Варяги-Русь і балтійські слов'яни» (в якій заперечує балтійську теорію С. Гедеонова й І. Забєліна; 1877),
- «Slavische Völkernamen» (1884),
- «Polen, Liachen, Wanden» (1884),
- «Staroslovahcke řady a obyčeje» (1884)
- «Словенська мова та її долі у слов'янських народів» («Мефодіївський збірник», Варшава, 1885).

Багато робіт вченого присвячені східним і австро-слов'янським питанням:
- «Uhry a východni otazka» (1869; перероблено в «Мадяри і східне питання» (1877),
- «Східне питання — слов'янське питання» (1878),
- «Die Slavischorientalische Frage» (1878),
- «Слов'янський рух в Австрії 1800—1848 рр.» (1879),
- «Слов'янський рух 1848 р. і австрійські слов'яни 1848—1849 рр.» (1879) тощо.